# NGC 3821
NGC 3821 é uma galáxia espiral barrada (SBab) localizada na direcção da constelação de Leo. Possui uma declinação de +20° 18' 55" e uma ascensão recta de 11 horas, 42 minutos e 09,0 segundos.
A galáxia NGC 3821 foi descoberta em 26 de Abril de 1785 por William Herschel.